# Francis Andrew Gaffney
Francis Andrew Gaffney dr. (Carlsbad, Új-Mexikó, 1946. június 9. –) amerikai sebészorvos, űrhajós, ezredes.

## Életpálya
1968-ban a Kaliforniai Egyetem  (Berkeley) keretében lett orvos. 1972-ben az  University of New Mexico keretében megvédte doktori címét. 1975-ig a Cleveland Metropolitan General Hospital belgyógyásza. 1977-ig a Southwestern Medical Center (Texas) kardiológusa. 1979-1992 között a pilóták/űrhajósok vezető sebésze a 147. Fighter Interceptor Group Ellington Air National Guard Base (Houston) keretében. A NASA, később a Vanderbilt Egyetem professzora. Több munkacsoport tagja, részt vett az űrszolgálatok programjának kialakításában, együttműködött a német, francia és a szovjet/orosz kormány tudósaival. Részese az "ember a Marson" kutatócsoportnak.
1984. január 9-től a Lyndon B. Johnson Űrközpontban részesült űrhajóskiképzésben. 1987-1989 között a NASA vendégprofesszora. Tagja volt több támogató (tanácsadó, problémamegoldó) csapatnak. Egy űrszolgálata alatt összesen 9 napot, 2 órát, 14 percet és 20 másodpercet (218 óra) töltött a világűrben. Űrhajós pályafutását 1991. június 14-én fejezte be. 1992-2000 között az Institute of Medicine Bizottság (világűr és az orvostudomány) tagja. 2007-ben vonult nyugdíjba.

## Írásai
Több mint 100 cikket, tanulmányt írt szív-és érrendszeri szabályozás, a világűr fiziológia és a betegek biztonsága témakörökben.

## Űrrepülések
STS–40, a Columbia űrrepülőgép 11. repülésének küldetés rakományfelelőse, Spacelab  (SLS–1) specialista, az emberi szív- és érrendszer alkalmazkodását vizsgálta űrkörülmények között. A mikrogravitációs laboratóriumban a legénység 18 biológiai és orvosi kísérleteket hajtott végre többek között 30 rágcsálón és több ezer kis medúzán. Egy űrszolgálata alatt összesen 9 napot, 2 órát, 14 percet és 20 másodpercet töltött a világűrben. 6 083 223 kilométert (3 779 940 mérföldet) repült, 133 alkalommal kerülte meg a Földet.